# کریستوفر نوردفلت
بو کریستوفر نوردفلت (سوئدی: Bo Kristoffer Nordfeldt؛ زادهٔ ۲۳ ژوئن ۱۹۸۹) بازیکن فوتبال اهل سوئد است.
از باشگاه‌هایی که در آن بازی کرده‌است می‌توان به هیرنفین، سوانزی سیتی و گنچلربیرلیغی اشاره کرد.
وی همچنین در تیم ملی فوتبال سوئد بازی کرده‌است.